# Siedlec (Łódź)
Siedlec [pronunciación en polaco: /ˈɕɛdlɛt͡s/] es un pueblo ubicado en el distrito administrativo de Gmina Pajęczno, dentro del Distrito de Pajęczno, Voivodato de Łódź, en Polonia central. Se encuentra aproximadamente a 4 kilómetros al este de Pajęczno y a 76 kilómetros al sur de la capital regional Łódź.